# Anciens combattants évadés de France internés en Espagne, guerre 1939-1945 (association)

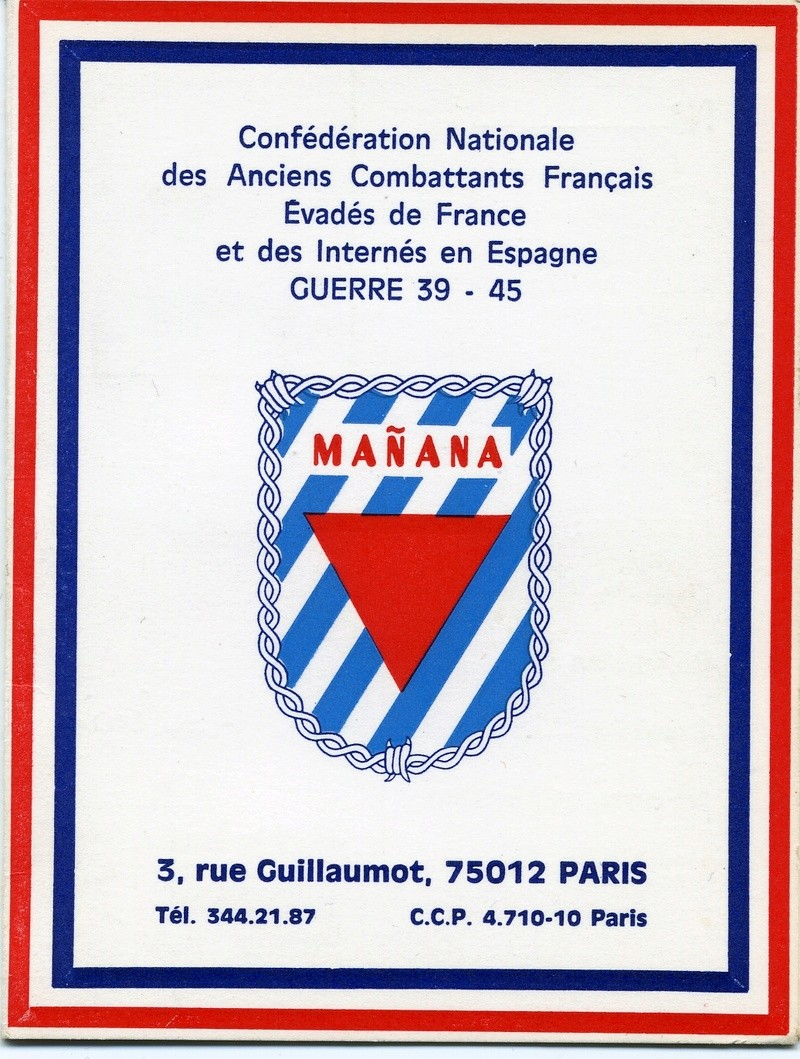
Affiche (vers 1975)

L' Association des anciens combattants français évadés de France internés en Espagne (Guerre 1939-1945) est créée en mai 1960 sous le nom d’ « Association des anciens combattants français évadés et internés en Espagne » avec pour objet de « grouper tous anciens combattants français évadés et internés en Espagne ainsi que tous autres combattants dans un but de solidarité et d'entraide » . Elle reprend, de façon informelle, les objectifs et les missions de l’Union des évadés de France, fondée en 1943 à Alger, présente et active en métropole de 1944 jusqu’au milieu des années 1950.

## Historique

### Des débuts progressifs à partir de 1960
L’association dont les statuts sont déposés le 6 mai 1960 à la Préfecture de police de Paris a vocation à rassembler des adhérents sur tout le territoire national. Son siège est fixé au 78, Champs-Élysées à moins de 300 m de l’immeuble où l’Union des évadés de France avait occupé un étage de bureaux en 1945-1946.
Elle ne commence à essaimer en province que 5 ans plus tard. Des sections locales, départementales et régionales se créent en 1965, dans les départements des Landes et des Basses-Pyrénées, en 1966 dans le Territoire de Belfort, en 1967 en Basse-Normandie et à Hendaye (Pyrénées-Atlantiques), en 1968 à Bordeaux et dans tout le Sud-Ouest.
Le 7 novembre 1965, Louis Moreau, au nom de l'association qu'il préside, accueille lors d'un congrès extraordinaire à Paris Jean Sainteny, ministre des anciens combattants et victimes de guerre. Parmi les orateurs, Mgr André Boyer-Mas, délégué général de la Croix-Rouge française en Espagne pendant la guerre et grand soutien des évadés de 1942 à 1944, livre, dans un long témoignage, ce qu'il a été amené à dire, écrire et entreprendre pendant cette période pour venir en aide aux évadés de France, internés en Espagne. Il explique la façon dont il peut apporter la preuve d'une présence en Espagne permettant aux évadés d'obtenir le statut d'Interné et déporté résistant. Il réitère son témoignage et son engagement en faveur des évadés de France dans un message lu au congrès régional de l'association le 19 juin 1966 à Strasbourg et dans lequel il exhorte à nouveau les pouvoirs publics à reconnaître  officiellement les actions des évadés comme leur ouvrant le droit d'obtenir le statut d'évadés-internés dès le jour où ils ont franchi la frontière française.
Au début 1968, l’association nationale adopte le nom d’« Association des anciens combattants français, évadés de France et des internés en Espagne (guerre 1939-1945) » et transfère son siège social 28, boulevard de Strasbourg à Paris dans le 10e arrondissement.

### L’essor, 1970-1980
Ce changement apporte un nouvel élan à l’association qui voit se créer des relais à Lille, Toulouse, Carcassonne, Dijon, Foix, de 1968 à 1970.
L’association nationale des évadés de France internés en Espagne (guerre de 39-45) tient un congrès à Paris au théâtre de la Gaîté-Lyrique les 28 et 29 novembre 1970 sous le patronage de M. Henri Duvillard, ministre des anciens combattants.
Le congrès suivant se déroule à Toulouse le 28 octobre 1972 pour le trentième anniversaire des premiers départs clandestins vers l’Espagne sous la présidence effective du ministre des anciens combattants et victimes de guerre, André Bord. Entretemps l’association nationale est devenue la « Confédération nationale des anciens combattants français, évadés de France et des internés en Espagne, guerre 1939-1945 » en juillet 1971 et de nouvelles sections locales sont nées à Marseille, Niort, Lyon, à Paris, dans les départements de la couronne parisienne Hauts-de-Seine, Seine-Saint-Denis, Yvelines, Val-d’Oise, Seine-et-Marne, Val-de-Marne, sections départementales regroupées dans une nouvelle fédération régionale d’Ile-de-France .
Deux autres congrès en juin 1978 à Pau et à Cannes en novembre 1980 sont honorés de la présence de Maurice Plantier, secrétaire d’État aux anciens combattants.
De 1972 à 1980, quinze nouvelles sections locales, départementales, régionales permettent de regrouper les anciens évadés sur tout le territoire national.

### Le déclin
Les premières dissolutions de fédérations locales sont déclarées en 1986. L’extinction progressive de l’association se poursuit jusque dans les années 2010, à mesure de la disparition des acteurs de la Résistance. Quelques associations survivent au décès des évadés souvent grâce à leurs descendants impliqués dans la perpétuation de la mémoire de la Résistance et des combats contre l'oppression nazie. [réf. souhaitée]

## Les hommes et les engagements

### Animateurs de l’association
Quelques noms émergent parmi des responsables plutôt discrets et un nombre d’adhérents difficile à établir.
- La figure de l’abbé Maurice Cordier (1920-2014), évadé de France, aumônier des anciens de la 2e DB, domine la Confédération nationale des anciens combattants français évadés de France et des internés en Espagne, qu’il préside déjà en 1980[13] et jusqu’à sa mort[14].

- André Lemaire (1925-2018), capitaine de vaisseau, dernier président de l'Association des Combattants volontaires évadés de France par l'Espagne région PACA, s'investit dans les conférences et témoignages sur la Deuxième Guerre mondiale et la Résistance dans les collèges et les lycées. L'association participe ainsi à sensibiliser les élèves de la région PACA aux thèmes du Concours national de la résistance et de la déportation[15].
- Jean-Claude B. Montagné, né en 1922 à Biarritz, secrétaire puis président de l’Association des Hauts-de-Seine des anciens combattants français, évadés de France et des internés en Espagne (guerre 1939-1945) créée en 1972, dissoute en 2006[16] publie à compte d’auteur en 1998 les récits de son évasion et son incarcération en Espagne[17]. Il fait œuvre de pédagogie en éditant ses récits sur internet et en produisant un documentaire accessible en DVD[18].
- Marcel Vivé, secrétaire général de la confédération en mai 1975, apporte publiquement son témoignage sur les évasions par l’Espagne dans les colonnes du journal Le Monde à l’occasion du 30e anniversaire de la capitulation de l’Allemagne[19]. Il cosigne en 1998 avec Robert Vieville un ouvrage sur ce même thème [20].

### Leur combat: faire reconnaître le rôle des évadés
Au-delà de l’entraide entre évadés de France, internés en Espagne, leurs associations confédérées militent inlassablement pour la reconnaissance du rôle de ces hommes et femmes qui ont tout quitté pour reprendre la lutte contre l’Occupant et libérer la France.
Les actions menées entre 1945 et 1950 par l’Union des évadés de France n’ont permis d’obtenir que des résultats partiels. En 1980, le président Maurice Cordier doit encore s’écrier :

« Après le 8 novembre 1942 et jusqu’en 1944, trente-trois mille Français traversèrent clandestinement les Pyrénées pour rejoindre la France libre à travers l’Espagne […] Avec une rare constance le destin en fit des hors-la-loi. Hors-la-loi, ils s’étaient mis en France où leur départ les exclut de la communauté. Hors-la-loi, ils le furent dans la traversée des Pyrénées […] Hors-la-Loi, ils se sentirent au retour parce qu’ils étaient souvent des reproches vivants pour ceux qui n’avaient rien fait. Pourquoi faut-il que, trente-cinq ans après la victoire, les survivants aient le sentiment d’être encore des hors-la-loi ? […] Ils sont les seuls à ne pas avoir de statut légal : aucun texte officiel ne les mentionne directement. »

Ce constat n’est guère éloigné de celui qu’exprimait déjà en 1946, Pierre E. Lamaison, secrétaire général de l’Union des évadés de France : « C'est un fait ! Les évadés de France n'ont pas encore les mêmes droits que les Prisonniers, les Déportés ou les STO ».
La disparition définitive des hommes et femmes évadé-e-s de France finit d’aplanir ces différences.
En 1994, cinquante ans après les dernières évasions par l'Espagne, le sénateur René Marquès s'inquiète encore du statut des évadés dont la durée d'internement en Espagne ne leur permet pas, à quelques jours près au vu de la réglementation en vigueur, de bénéficier du titre d'interné résistant et de l'attribution de la carte de combattant (ainsi que de l'avantage fiscal qui y est lié). Le ministre des anciens combattants lui répond que « la situation des intéressés fait l'objet d'une étude approfondie au sein des services du département ministériel ».